# Déclaration commune sino-britannique sur la question de Hong Kong
Pour les articles homonymes, voir Joint Declaration.
La déclaration conjointe sino-britannique, formellement connue sous le nom de la déclaration conjointe du gouvernement de la république populaire de Chine et du gouvernement du Royaume-Uni de Grande-Bretagne et d'Irlande du Nord sur la question de Hong Kong, est un traité signé par les premiers ministres des gouvernements de la république populaire de Chine (RPC) et du Royaume-Uni le 19 décembre 1984 à Pékin. 
La déclaration est entrée en vigueur à l'échange des instruments de ratification le 27 mai 1985 et a été enregistrée par les gouvernements de la RPC et du Royaume-Uni à l'ONU le 12 juin 1985. Dans la déclaration conjointe, le gouvernement de la RPC affirme son souhait de reprendre l'exercice de la souveraineté sur Hong Kong (à savoir l'île de Hong Kong, Kowloon, et les Nouveaux Territoires) avec effet au 1er juillet 1997, tandis que le gouvernement britannique déclare qu'il remettrait Hong Kong à la RPC avec effet à la même date.
Le gouvernement de la RPC déclare également ses politiques de base concernant Hong Kong dans ce document. La RPC et le Royaume-Uni sont convenus dans la déclaration commune que, selon le principe d'« un pays, deux systèmes », le socialisme tel que pratiqué en RPC ne serait pas étendu à Hong Kong. Elle garderait son système capitaliste en vigueur jusqu'alors et sa façon de vivre pendant une période de 50 ans à compter de 1997. La déclaration commune stipule que cette politique devrait être formulée dans la loi fondamentale de Hong Kong (Hong Kong Basic Law).

## Le rôle de l'ONU
Les traités internationaux sont conclus entre États, et ne sont habituellement pas enregistrés auprès de l'ONU. Cependant, le secrétaire général de l'ONU pourrait accepter d'être impliqué, à l'invitation des parties : à la différence d'un accord fait entre États, la déclaration conjointe avec participation de l'ONU crée des engagements et internationalise le statut de Hong Kong. La déclaration conjointe est donc un accord international, et non un acte sous seing privé entre la RPC et le Royaume-Uni. 
En enregistrant la déclaration conjointe auprès de l'ONU, les gouvernements de la RPC et du Royaume-Uni. ont reconnu le besoin d'un tiers neutre, et sa possible participation, alors qu'ils auraient pu simplement conclure un traité bilatéral.

## Histoire et contexte
La déclaration conjointe sino-britannique a lieu dans le contexte de l'expiration attendue du bail des Nouveaux Territoires le 1er juillet 1997. Le bail avait été négocié, par la Convention pour l'extension du territoire de Hong Kong, entre le Royaume-Uni et l'empereur de Chine Guangxu et s'étendait sur une période de 99 ans à partir de 1898. Au moment de la signature de ce bail, l'île de Hong Kong avait déjà été cédée au Royaume-Uni à perpétuité par le Traité de Nankin en 1842 après la première guerre de l'opium, et la péninsule de Kowloon avait été également cédée au Royaume-Uni à perpertuité par la convention de Pékin en 1860 après la deuxième guerre de l'opium.
À l'époque, la signature de la déclaration conjointe par le gouvernement conservateur de Margaret Thatcher a fait l'objet d'une controverse en Grande-Bretagne : certains se sont étonnès qu'un Premier ministre conservateur courbe l'échine face au gouvernement communiste de la Chine en signant un tel accord avec son dirigeant Deng Xiaoping. 
Cependant, de nombreux analystes ont remarqué que la Grande-Bretagne n'était pas dans une position de force pour la négociation. Hong Kong n'est pas défendable militairement et reçoit la plupart de ses approvisionnements alimentaires et en eau de la province du Guangdong, situé en Chine continentale. Sans accord préalable, l'infaisabilité de diviser Hong Kong [selon les lignes de démarcations dans les traites de cession] et la rétrocession uniquement des nouveaux territoires à la RPC en 1997, était une évidence : l'aménagement du territoire de Hong Kong, qui avait intégré les Nouveaux Territoires dans un même ensemble urbain, rendait impossible une séparation qui impliquait l'établissement d'une frontière (les lignes de métro passaient d'une zone à l'autre, le futur nouvel aéroport était dans les nouveaux territoires, etc). C'est pourquoi, il serait apparu incontournable de restituer à la Chine la totalité du territoire de Hong Kong. L'on considérait ainsi qu'il était économiquement irréaliste de diviser Hong Kong en 1997 en laissant au Royaume-Uni le contrôle de l'île de Hong Kong et de la péninsule de Kowloon et en retournant à la Chine les Nouveaux Territoires, même si les traités inégaux le permettaient.
Du fait que les durées des hypothèques immobilières à Hong Kong étaient d'environ 15 ans, l’absence d'accord préalable sur le futur de Hong Kong au début des années 1980 aurait pu provoquer une chute du marché immobilier, entraînant un éventuel effondrement de l'économie de Hong Kong bien avant la rétrocession. L'incertitude sur les baux immobiliers dans les Nouveaux Territoires était également une problématique urgente à ce moment-là.

## La suite
À la suite de la signature de la déclaration, un groupe de liaison sino-britannique prévu dans l'Annexe II de la déclaration a été créé afin d'assurer la passation.